# Kevin Jeréz Pilotti
Kevin Jeréz Pilotti (Buenos Aires, Argentina, 15 de octubre de 1989) es un baloncestista argentino que se desempeña como base en el CBU Lloret de la Copa Cataluña de España.

## Carrera profesional

### Clubes
- Actualizado hasta el 6 de febrero de 2023.

| Club                    | País      | Año             |
| ----------------------- | --------- | --------------- |
| Fuenlabrada II          | España    | 2008 - 2009     |
| Banco Nación            | Argentina | 2009 - 2010     |
| Ramos Mejía LTC         | Argentina | 2010 - 2011     |
| Independiente de Tandil | Argentina | 2011 - 2013     |
| La Unión de Colón       | Argentina | 2013 - 2014     |
| River Plate             | Argentina | 2014            |
| La Unión de Colón       | Argentina | 2014 - 2015     |
| Ramos Mejía LTC         | Argentina | 2015            |
| River Plate             | Argentina | 2015 - 2016     |
| Ramos Mejía LTC         | Argentina | 2016 - 2017     |
| Lanús                   | Argentina | 2017 - 2018     |
| Ramos Mejía LTC         | Argentina | 2018            |
| Lanús                   | Argentina | 2018 - 2019     |
| Sportivo Escobar        | Argentina | 2019 - 2020     |
| Los Indios              | Argentina | 2021 - 2022     |
| CBU Lloret              | España    | 2022 - Presente |

## Palmarés

### Campeonatos nacionales
- Actualizado hasta el 22 de mayo de 2018.

| Título                  | Club            | País      | Año         |
| ----------------------- | --------------- | --------- | ----------- |
| Campeón del TFB 2016-17 | Ramos Mejía LTC | Argentina | 2016 - 2017 |